# Опасно изкушение
Опасно изкушение (на турски: Yasak Elma, букв. превод: Забранената ябълка) е турски телевизионен сериал в жанра драма и комедия, продуциран от Medyapım, чийто първи епизод е пуснат на 19 март 2018 г., режисиран от Едже Ердек Кочоолу и по сценарий на Мелис Дживелек и Зейнеп Гюр. Сериалът, състоящ се от 6 сезона, приключва със своя 177-ми епизод, който е излъчен на 5 юни 2023 г.
Актрисата Шевал Сам дава първо интервю за българска медия пред Петя Дикова по повод концерта си в зала 1 на НДК на 23 декември 2023 г. и финала на сериала в България. Интервюто е излъчено в предаването Тази събота и неделя.
Първите 3 сезона на сериала, продуциран от Medyapım, са режисирани от Неслихан Йешилюрт, а 4-ти сезон е режисиран от Мурат Йозтюрк. Първият сезон на сериала стартира на 19 март 2018 г. и приключва на 4 юни 2018 г., продължава общо 12 епизода. Вторият сезон започва на 10 септември 2018 г. и завършва на 27 май 2019 г. и продължава общо 35 епизода. Сезон 3 стартира на 9 септември 2019 г. Сезонът приключва рано, на 23 март 2020 г. поради коронавирус. Последният епизод от сезона (епизод 74) счупва рекорд в сравнение с други епизоди, като получава общ рейтинг от 9,79, а сериалът се класира на 3-то място в класацията за този ден с този епизод. Сезонът продължава 27 епизода. Датата на излъчване на първия епизод от 4-ти сезон е обявена като 7 септември 2020 г. и сезонът започва на тази дата с режисурата на новия режисьор Мурат Йозтюрк. Той приключва на 10 май 2021 г. Този сезон продължава общо 36 епизода. Поради промяната в сценария през сезона, много главни актьори и странични герои напускат сериала и вместо тях са добавени нови герои. Преди 110-ият епизод да бъде пуснат на 10 май, има слухове, че този сезон ще приключи със смъртта на един от героите на Eндер или Шахика в 113-ия епизод и че този сезон ще бъде последният сезон, но по-късно 5-ти сезон е одобрен. Пети сезон започва на 13 септември 2021 г. с нова промяна на сценария и под ръководството на Едже Ердек Кочоолу и завършва на 13 юни 2022 г., продължава общо 36 епизода, както в четвъртия сезон. След края на 5-ия сезон се твърди, че водещата актриса Шевал Сам, която участва в сериала от първия му епизод, ще напусне сериала. В отговор на обвиненията, Eда Едже казва: „Шевал не напусна сериала. Нека го кажа тук. Това е решението на шефа ни... Той каза, почивка за един месец и тогава ще говорим... Дадоха ни месец почивка. Ще говорим след месец." Тя направи това изявление.

## Сюжет

### Сезон 1
Ендер Аргун-Челеби е жена от турското висше общество и съпруга на успешния бизнесмен Халит Аргун. Тя наема Йълдъз Йълмаз като лична сервитьорка на съпруга си. Йълдъз е помолена да съблазни Халит, за да може Ендер да получи финанси след развода им, но Йълдъз я предава и разкрива нейния план. Халит се развежда с Ендер, след като научава истината. Тя остава без пари и започва борбата си да запази предишното си положение в обществото. Междувременно Йълдъз и Халит се женят.
Сестрата на Йълдъз, Зейнеп, се влюбва в шефа си Алихан Ташдемир.

### Сезон 2
Враждата и интригите между Ендер и Йълдъз продължават. Първият съпруг на Йълдъз, Кемал, вече заможен, се завръща с план да отмъсти на Йълдъз, защото тя се е развела с него в деня на сватбата, тъй като е приета за актьорска възможност, а Кемал е бил беден, така че тя го напуска заради слава и пари. По-късно Кемал и Йълдъз се влюбват един в друг и Кемал моли Йълдъз да избере между него и Халит. На Йълдъз й е трудно да напусне живота, който има заради Халит. Кемал се жени за Зехра Аргун, доведената дъщеря на Йълдъз и дъщеря на Халит от първата му съпруга, което разочарова Йълдъз. По-късно тя успешно го отпраща.
Първата любов на Ендер – Кая и сестра му Шахика също се появяват. Халит е впечатлен от Шахика и се влюбва в нея. По това време Йълдъз е бременна. Халит я изгонва от къщата и тя заживява на село.
Синът на Ендер и Кая – Ийт, за когото Ендер и Кая не знаят, защото Кая никога не е знаел за бременността на Ендер, която го е дала за осиновяване, когато се е родил, започва работа за Шахика. Той бута Ендер в морето.
Зейнеп и Алихан се женят и заминават за Америка.

### Сезон 3
Ендер и Йълдъз се обединяват срещу Шахика. Тя кръщава сина си Халит-Джан и се развежда с Халит, заради връзката му с Лейля. Йълдъз се влюбва в Керим, но не продължават живота си заедно. Тя експериментира с нови възможности за кариера, като прави предаване за времето по телевизията и започва проект за производство на ябълково пюре. Оказва се, че Шахика работи за Надир, който е враг на Халит и той също става партньор в компанията. Ендер се жени за Кая, заради сина им Ийт. По-късно Шахика убива Надир чрез отравяне. След развода на Халит и Йълдъз, Халит фалира, но в крайна сметка си връща акциите и имението.

### Сезон 4
Кая се развежда с Ендер. Халит се жени отново за Ендер. Халит умира в резултат на това, че Ендер и Шахика защитават Йълдъз от него. Йълдъз се жени за Чаатай, чийто баща Хасан Али става съдружник във фирмата. Хасан Али изгонва Ендер и Шахика от компанията и те се обединяват, като си помагат една на друга. По-късно те се присъединяват обратно към компанията, Шахика се омъжва за Хасан Али и след това е убита от Джансу, шпионин, нает от двете жени. Сезонът завършва с бомбен взрив в къщата на Хасан Али, където той се намира заедно с Ендер и Йълдъз.

### Сезон 5
Чаатай изневерява на Йълдъз с Кумру, модел и тяхна съседка. Йълдъз е обезсърчена и разстроена, след като научава за това. Тя започва да прави собствен шампоан и печели награда за това. На церемонията тя публично опозорява Чаатай и Кумру. Тя се развежда с Чаатай и се омъжва за Доан, бащата на Kумру, като това е брак на хартия, за да даде урок на Kумру и Чаатай. Кумру напуска Чаатай в деня на сватбата, когато разбира, че той е с нея, за да отмъсти на Доан. Хандан, бившата съпруга на Доан, се завръща и успява да спечели сърцето на дъщеря си Кумру и става съдружник във фирмата. По-късно Чаатай се обединява с Екин, съпруг на Кумру и син на врага на Доан, срещу Доан. Сезонът завършва с автомобилна катастрофа, планирана от Доан, за да убие Чаатай, в която той умира.

### Сезон 6
Йълдъз, след като научава за участието на Доан в автомобилната катастрофа, се оплаква срещу него и той е изпратен в затвора. Сезонът започва с 2-годишен интервал от време. Дъщерята на Доан и Йълдъз – Йълдъз-су се ражда, когато Доан все още е в затвора. По-късно той е освободен и заедно с Ендер се обединяват срещу Йълдъз. Зейнеп се завръща от САЩ, след като се е развела с Алихан и се е омъжила за друг. След това тя се омъжва за Енгин, бедният, превърнал се в богат, брат на Хандан. Кумру, Хандан и Зейнеп се влюбват в доктор Селим, но той обича Кумру, затова прекъсва връзката си с Хандан, нейната майка. Доан разкрива връзката на бившата си съпруга Хандан със Селим, затова той и Хандан се опитват да спрат любовта на Кумру и Селим. Кумру забременява, но не разбирайки връзката на Селим със Зейнеп, тя започва да ревнува, отхвърля любовта му и лъже всички, че Джанер е бащата на детето им. Селим се бори да си върне Кумру, но не успява; загива в конфликт с Доан. Кумру и Джанер се женят. Доан и Йълдъз решават проблемите си и се женят.
Накрая Доан умира, докато си играе с Йълдъз-су, Асуман, Емир и Седаи се женят, а Кумру има още едно бебе.
Най-после Ендер и Йълдъз живеят щастливо и богато.

## Актьорски състав

### Главни
| Актьор/Актриса     | Роля           | Епизоди          | Сезони |
| ------------------ | -------------- | ---------------- | ------ |
| Шевал Сам          | Ендер Челеби   | 1 – 177          | 1 – 6  |
| Еда Едже           | Йълдъз Йълмаз  | 1 – 177          | 1 – 6  |
| Талат Булут        | Халит Аргун    | 1 – 85           | 1 – 4  |
| Севда Ергинджи     | Зейнеп Йълмаз  | 1 – 46,150 – 177 | 1,2,6  |
| Несрин Джавадзаде  | Шахика Екинджи | 44 – 108         | 2,3,4  |
| Берк Октай         | Чаатай Куюджу  | 86 – 146         | 4,5    |
| Мурат Айген        | Доан Йълдъръм  | 111 – 177        | 5,6    |
| Биран Дамла Йълмаз | Кумру Йълдъръм | 111 – 177        | 5,6    |
| Шебнем Дьонмез     | Хандан Кълъч   | 134 – 177        | 5,6    |

### Поддържащи
| Актьор/Актриса          | Роля                     | Епизоди            | Сезони  |
| ----------------------- | ------------------------ | ------------------ | ------- |
| Вилдан Ватансевер       | Айсел                    | 1 – 177            | 1 – 6   |
| Баръш Айтач             | Джанер Челеби            | 2 – 177            | 1 – 6   |
| Серкан Айъкьоз          | Емир Юксел               | 3 – 177            | 1 – 6   |
| Мелиса Доу              | Асуман Йълмаз            | 8 – 177            | 1 – 6   |
| Кузей Гезер/Емир Йозкан | Халит- Джан Аргун/Куюджу | 51 – 146/147 – 177 | 3,4,5,6 |
| Бахтияр Мемили          | Седаи Йълдъран           | 86 – 177           | 4,5,6   |
| Сонат Токуч             | Джемал                   | 134 – 177          | 5,6     |
| Гюнеш Юнлю              | Йълдъз -су Йълдъръм      | 147 – 177          | 6       |

### Напуснали
| Актьор/Актриса                 | Роля             | Епизоди            | Сезони |
| ------------------------------ | ---------------- | ------------------ | ------ |
| Онур Туна                      | Алихан Ташдемир  | 1 – 46             | 1,2    |
| Шафак Пекдемир                 | Зехра Аргун      | 1 – 110            | 1 – 4  |
| Нюлгюн Тюрксевер               | Зерин Ташдемир   | 1 – 46, 64 – 67    | 1,2,3  |
| Айшегюл Чънар/Буче Кахраман    | Лила Аргун       | 1 – 47/47 – 86     | 1 – 4  |
| Ахмет Хактан Завлак/Илбер Угар | Ерим Аргун       | 1 – 74/75 – 86     | 1 – 4  |
| Баръш Кълъч                    | Кая Екинджи      | 37 – 85, 106 – 110 | 2 – 4  |
| Доач Йълдъз                    | Ийт Екинджи      | 42 – 85            | 3,4    |
| Ердал Йозъячълар               | Хасан Али Куюджу | 86 – 110           | 4      |
| Гюленай Калкан                 | Фериде Ташкън    | 86 – 110           | 4      |
| Емре Динлер                    | Йомер Кортоолу   | 102 – 133          | 4,5    |
| Едже Диздар                    | Фейза Юстюндааъ  | 110 – 128          | 4,5    |
| Джейхун Менгироолу             | Екин Йондер      | 130 – 146          | 5      |
| Бекир Аксой                    | Енгин Кълъч      | 147 – 166          | 6      |
| Нехир Ердоан                   | Джулия Моран     | 161 – 175          | 6      |

### Временни
| Актьор/Актриса             | Роля                | Епизоди        | Сезони |
| -------------------------- | ------------------- | -------------- | ------ |
| Синан Еролу/Ахмет Каякасен | Хакан Куртулуш      | 1 – 12/13 – 46 | 1,2    |
| Тууче Кочак                | Лял Узун            | 1 – 13         | 1,2    |
| Ирем Кахяоолу              | Шенгюл Доан         | 1 – 14         | 1,2    |
| Къванч Касабалъ            | Синан Сайгън        | 1 – 14         | 1,2    |
| Мехмет Памукчу             | Съткъ               | 1 – 92         | 1 – 4  |
| Йелиз Шар                  | Дефне               | 14 – 19        | 2      |
| Гюн Акънджъ                | Джем                | 10 – 21        | 2      |
| Ебру Шахин                 | Хира Бозок          | 14 – 23        | 2      |
| Сарп Джан Кьоролу          | Кемал Караджа       | 15 – 37        | 2,3    |
| Зейнеп Бастък              | Ирем                | 23 – 33        | 2      |
| Толга Сала                 | Курбан              | 27 – 40        | 2,3    |
| Ердем Кайнарджа            | Дюндар Челиккан     | 27 – 40        | 2,3    |
| Еге Къокенли               | Ямур                | 45 – 47        | 3      |
| Тувана Тюркяй              | Айше/Лейля Челеби   | 49 – 70        | 3      |
| Мерткан Арат               | Акън                | 49 – 74        | 3      |
| Джавит Четин Гюлер         | Хилми Пуктъайше     | 54 – 56        | 3      |
| Хакан Карахан              | Надир Кълъч         | 57 – 71        | 3      |
| Гьокхан Алкан              | Керим Инджесу       | 72 – 85        | 3,4    |
| Джан Нергис                | Мерт Кара           | 74 – 100       | 3,4    |
| Мерт Алтънъшък             | Махмут Хазнедар     | 86 – 102       | 4      |
| Гамзе Атай                 | Гюлер               | 86 – 110       | 4      |
| Нилпери Шахинкая           | Джансу Йълдъръм     | 93 – 108       | 4      |
| Хаяти Акбаш                | Хаяти               | 93 – 110       | 4      |
| Селин Узал                 | Диана               | 105 – 107      | 4      |
| Ясмин Ербил                | Джанан              | 111 – 120      | 5      |
| Ердал Билинген             | Четин               | 111 – 141      | 5      |
| Нихан Айполат              | Арзу Кип            | 115 – 128      | 5      |
| Гьохкан Дживан             | Сами Йондер         | 125 – 128      | 5      |
| Едже Иртем                 | Мерич               | 129 – 135      | 5      |
| Сена Йълдъз                | Гамзе               | 131 – 146      | 5      |
| Джансел Елчин              | Дженк Акън          | 138 – 140      | 5      |
| Сойдан Сойдаш              | Фарук Фалуси- Фийдо | 141 – 144      | 5      |
| Джан Джейлан               | Мурат               | 141 – 148      | 5,6    |
| Али Ясин Йозегемен         | Тарджан             | 147 – 152      | 6      |
| Кенан Аджар                | Алтай Гювен         | 147 – 153      | 6      |
| Едже Йоздикиджи            | Хилял Алтънюз       | 147 – 155      | 6      |
| Емре Къзълърмак            | Селим Авджъолу      | 155 – 171      | 6      |
| Елиф Йълмаз                | Тууче               | 161 – 171      | 6      |
| Пелин Орхунер              | Селен               | 162 – 163      | 6      |
| Мурат Онук                 | Корай Авджъолу      | 162 – 166      | 6      |
| Нериман Уур                | Севим Авджъолу      | 162 – 167      | 6      |
| Сарп Ъкилер                | Аслан               | 163 – 172      | 6      |
| Утку Атеш                  | Ата                 | 166 – 177      | 6      |
| Исмаил Демирджи            | Назъм               | 177            | 6      |

## Излъчване

### В Турция
| Сезон | Епизоди | Начало на сезона  | Край на сезона | Всички епизоди | ТВ сезон    | ТВ канал | Дата и час         |
| ----- | ------- | ----------------- | -------------- | -------------- | ----------- | -------- | ------------------ |
| 1     | 12      | 19 март 2018      | 4 юни 2018     | 1 – 12         | 2018        | FOX      | понеделник (20:00) |
| 2     | 35      | 10 септември 2018 | 27 май 2019    | 13 – 47        | 2018 – 2019 | FOX      | понеделник (20:00) |
| 3     | 27      | 9 септември 2019  | 23 март 2020   | 48 – 74        | 2019 – 2020 | FOX      | понеделник (20:00) |
| 4     | 36      | 7 септември 2020  | 10 май 2021    | 75 – 110       | 2020 – 2021 | FOX      | понеделник (20:00) |
| 5     | 36      | 13 септември 2021 | 13 юни 2022    | 111 – 146      | 2021 – 2022 | FOX      | понеделник (20:00) |
| 6     | 31      | 19 септември 2022 | 5 юни 2023     | 147 – 177      | 2022 – 2023 | FOX      | понеделник (20:00) |

### В България
В България сериалът стартира на 15 юли 2021 г. по bTV и завършва на 3 септември първи сезон. На 7 септември започва втори и завършва на 16 февруари 2022 г. На 17 февруари стартира трети сезон и завършва на 5 август. На 8 август започва четвърти сезон и завършва на 31 януари 2023 г. На 1 февруари стартира пети сезон и завършва на 25 юли. На 26 юли стартира шести сезон, като от 11 декември е преместен по bTV Story, където се излъчва всеки ден. Завършва окончателно на 24 декември. Дублажът е на студио Медиа Линк. Ролите се озвучават от Татяна Захова, Даниела Йорданова, Таня Димитрова (от 1-ви до 93-ти епизод, от 112-и до 489-и епизод), Василка Сугарева (от 94-ти до 111-ти епизод), Георги Георгиев-Гого (от 1-ви до 81-ви епизод, от 108-и до 489-и епизод), Христо Чешмеджиев (от 81-ви до 107-и епизод), Илиян Пенев (от 1-ви до 93-ти епизод, от 112-и до 489-и епизод) и Иво Райков (от 94-ти до 111-и епизод).
| Сезон | Епизоди | Начало на сезона    | Край на сезона      | Всички епизоди | ТВ сезон       | ТВ канал      | Дата и час |
| ----- | ------- | ------------------- | ------------------- | -------------- | -------------- | ------------- | --- |
| 1     | 36      | 15 юли 2021 г.      | 3 септември 2021 г. | 1 – 36         | 2021 г.        | bTV           | всеки делничен ден (20:00)                                                                                      |
| 2     | 97      | 7 септември 2021 г. | 16 февруари 2022 г. | 37 – 133       | 2021 – 2022 г. | bTV           | всеки делничен ден / от понеделник до четвъртък (20:00)                                                         |
| 3     | 80      | 17 февруари 2022 г. | 5 август 2022 г.    | 134 – 213      | 2022 г.        | bTV           | от понеделник до сряда / от понеделник до четвъртък/ от вторник до петък (20:00)                                |
| 4     | 97      | 8 август 2022 г.    | 31 януари 2023 г.   | 214 – 310*     | 2022 – 2023 г. | bTV           | всеки делничен ден / от понеделник до сряда (20:00)                                                             |
| 5     | 95      | 1 февруари 2023 г.  | 25 юли 2023 г.      | 311 – 405      | 2023 г.        | bTV           | всеки делничен ден / от сряда до петък / в сряда и петък / в понеделник и вторник / в сряда и четвъртък (20:00) |
| 6     | 84      | 26 юли 2023 г.      | 24 декември 2023 г. | 406 – 489      | 2023 г.        | bTV/bTV Story | всеки делничен ден / от вторник до четвъртък (20/22:00)/всеки ден (21:30-22:30)                                 |

- Последните 14 епизода от финалния сезон на сериала са излъчени по канала bTV STORY и на voyo.bg, след като от bTV обявяват "край на турските сериали в праймтайма си" и старт на новия нишов канал (ребрандиран bTV Lady).
- Броят на качените епизоди във ВОЙО от 4-ти сезон са с 3 повече, отколкото фактически излъчените в ефира на бТВ. Причината е удължаване времетраенето на епизодите по телевизията от 40 на 70 минути, което касае епизодите от 304-ти до 308-ми. Така според номерацията на ВОЙО 4-ти сезон завършва с епизод 313, следващият 5-ти сезон с епизод 408, а финалният 6-ти сезон с епизод 492.